# Nekrolog 1323
Nekrolog
◄◄
| ◄
| 1319
| 1320
| 1321
| 1322
| 1323 | 1324 | 1325 | 1326 | 1327 | ► | ►►
Weitere Ereignisse | Allgemeiner Nekrolog 1323
Die Beschreibung der verstorbenen Person sollte so kurz wie möglich gehalten sein und nur deren signifikante Tätigkeit(en) enthalten.
Neue Namen ggf. auch unter dem Geburts- und Sterbedatum, also etwa unter 1. Januar und im Geburts- und Sterbejahr (2024) eintragen (nur bei entsprechender großer Wichtigkeit). Für Beispiele siehe die schon vorhandenen Artikel.
Außerdem über die fünf zuletzt Verstorbenen, zu denen es einen ausreichend guten Artikel für eine Präsentation auf der Hauptseite gibt, nach der todesbedingten Überarbeitung der Artikel ggf. auch unter Wikipedia Diskussion:Hauptseite informieren und sie am besten auch in den anderen Wikipedia-Sprachversionen eintragen. Tipp: Regelmäßig bei news.google.de nach „ist tot“, „gestorben“ oder „verstorben“ suchen.
Wenn eine Person gestorben ist, gibt es viele Seiten zu dieser Person in der Wikipedia, die davon auch betroffen sind und entsprechend aktualisiert werden müssen. Beispiele: Namenübersichtsseite, Geburtsjahr, Geburtsort-Seiten und viele mehr.
Wie finde ich die betroffenen Seiten?
Im Suchfeld auf der linken Seite gibt man den Suchbegriff so ein: „Vorname Nachname“. Dann klickt man auf Volltext und alle Seiten mit entsprechendem Suchtext werden aufgerufen. Hier sieht man dann schnell, wo auch das Todesjahr Sinn macht oder sogar ein Teil des Artikels angepasst werden muss. Auch hilft das „Werkzeug“ auf der linken Seite sehr gut, um solche Seiten aufzufinden: „Links auf diese Seite“. Somit ist die Wikipedia wieder aktuell in allen Bereichen! Hinweis: bei Eintragung der Kategorie „Gestorben JAHR“ wird der Missbrauchsfilter 49 ausgelöst, was jedoch nicht schlimm ist. Siehe: Spezial:Missbrauchsfilter/49
Dies ist eine Liste von im Jahr 1323 verstorbenen bekannten Persönlichkeiten. Die Einträge erfolgen innerhalb der einzelnen Daten alphabetisch sortiert. Tiere sind im Nekrolog für Tiere zu finden.

## Januar
| Tag        | Name                     | Beruf, bekannt als     | Alter | Beleg |
| ---------- | ------------------------ | ---------------------- | ----- | ----- |
| 18. Januar | Katharina von Habsburg   | Herzogin von Kalabrien | 27    |       |
| 28. Januar | Uilleam, 3. Earl of Ross | schottischer Adeliger  |       |       |

## März
| Tag      | Name                                | Beruf, bekannt als            | Alter | Beleg |
| -------- | ----------------------------------- | ----------------------------- | ----- | ----- |
| 3. März  | Andrew Harclay, 1. Earl of Carlisle | englischer Militär und Rebell |       |       |
| 27. März | Pierre d’Oron                       | Bischof von Lausanne          |       |       |

## April
| Tag       | Name                       | Beruf, bekannt als                                | Alter | Beleg |
| --------- | -------------------------- | ------------------------------------------------- | ----- | ----- |
| 8. April  | John Monmouth              | Bischof von Llandaff                              |       |       |
| 12. April | Rigaud de Asserio          | französischer Geistlicher, Bischof von Winchester |       |       |
| 19. April | Eberhard III. von Breuberg | Landvogt der Wetterau                             |       |       |

## Juni
| Tag      | Name                       | Beruf, bekannt als               | Alter | Beleg |
| -------- | -------------------------- | -------------------------------- | ----- | ----- |
| 11. Juni | Béranger Frédol der Ältere | Bischof von Béziers und Kardinal |       |       |

## Juli
| Tag      | Name               | Beruf, bekannt als | Alter | Beleg |
| -------- | ------------------ | ------------------ | ----- | ----- |
| 26. Juli | Aymon de Châtillon | Bischof von Sitten |       |       |

## August
| Tag       | Name             | Beruf, bekannt als                                      | Alter | Beleg |
| --------- | ---------------- | ------------------------------------------------------- | ----- | ----- |
| 7. August | Hervaeus Natalis | französischer Ordensgeistlicher, Theologe und Philosoph |       |       |

## September
| Tag          | Name       | Beruf, bekannt als                    | Alter | Beleg |
| ------------ | ---------- | ------------------------------------- | ----- | ----- |
| 4. September | Suddhipala | chinesischer Kaiser der Yuan-Dynastie |       |       |

## Oktober
| Tag         | Name                               | Beruf, bekannt als | Alter | Beleg |
| ----------- | ---------------------------------- | ------------------ | ----- | ----- |
| 11. Oktober | Heinrich II.                       | Graf von Sponheim  |       |       |
| 16. Oktober | Amadeus V.                         | Graf von Savoyen   |       |       |
| 18. Oktober | John Grey, 2. Baron Grey of Wilton | englischer Adliger |       |       |

## November
| Tag          | Name         | Beruf, bekannt als                             | Alter | Beleg |
| ------------ | ------------ | ---------------------------------------------- | ----- | ----- |
| 16. November | Friedrich I. | Markgraf von Meißen und Landgraf von Thüringen |       |       |

## Dezember
| Tag          | Name         | Beruf, bekannt als        | Alter | Beleg |
| ------------ | ------------ | ------------------------- | ----- | ----- |
| 26. Dezember | Bernhard II. | Fürst von Anhalt-Bernburg |       |       |

## Datum unbekannt
| Tag | Name                             | Beruf, bekannt als                            | Alter | Beleg |
| --- | -------------------------------- | --------------------------------------------- | ----- | ----- |
|     | Segebodo Crispin                 | Bürgermeister der Hansestadt Lübeck           |       |       |
|     | Conrad Feurer                    | Bürgermeister der Reichsstadt Heilbronn       |       |       |
|     | Georgi II. Terter                | Zar von Bulgarien                             |       |       |
|     | Gerhard IV.                      | Graf von Holstein-Plön                        |       |       |
|     | Ralph de Gorges, 1. Baron Gorges | englischer Adliger und Militär                |       |       |
|     | Lisa von Isenburg                | Äbtissin im Stift Freckenhorst                |       |       |
|     | John Menteith                    | schottischer Adliger und Militär              |       |       |
|     | Guido Novello da Polenta         | oberitalienischer Herrscher und Dichter       |       |       |
|     | Nikola Orsini                    | Pfalzgraf von Kephalonia und Fürst von Epirus |       |       |
|     | Nisshō                           | japanischer Mönch                             |       |       |
|     | Sophia von Dyhrn                 | Mätresse, später Herzogin von Liegnitz        |       |       |